# Emīls-Dārziņš-Musikschule
Die Emīls-Dārziņš-Musikschule (lettisch: Emīla Dārziņa mūzikas skola) ist eine Schule in Riga für musikalisch hochbegabte Kinder. Die Schule bietet musikalische Ausbildung von der Grundschule bis zur Sekundarstufe. Die Schule ist dem Rigaer Konservatorium angeschlossen.

## Geschichte, Organisation
Die Schule im Rigenser Stadtteil Āgenskalns hat eine lange Tradition in der Ausbildung musikalisch begabter Kinder. Sie wurde 1919 gegründet und 1945 als Mittelschule (= Höhere Schule) wiedereröffnet. Der Name der Schule ehrt den lettischen Komponisten Emīls Dārziņš. Der 1950 gegründete Knabenchor der Schule (Emīla Dārziņa zēnu koris / Emīls-Dārziņš-Knabenchor) wurde 1990 in den Rīgas Doma zēnu koris (Knabenchor des Rigaer Doms) umbenannt. Die Sopran- und die Altstimmen des Domchors setzen sich aus Schülern der Emīls-Dārziņš-Musikschule zusammen, die Tenor- und Bassstimmen singen professionelle Sänger.
Die Schule bietet ein umfassendes Bildungsprogramm an, das sowohl theoretische als auch praktische Aspekte der Musik umfasst. Die Schüler erhalten Unterricht in den Bereichen Gesang, Instrumentalspiel, Musiktheorie und Komposition.

## Schüler und Absolventen (Auswahl)
Zahlreiche Schüler und Absolventen der Schule haben eine internationale Karriere als Musiker gemacht.
- Eleonor Bindman, US-amerikanische Pianistin und Musikpädagogin
- Ilja Grubert, Geiger
- Aija Izaks, Geigerin
- Mariss Jansons, Dirigent
- Gidon Kremer, Geiger
- Linda Leine, Pianistin
- Andris Nelsons, Dirigent
- Gints Rācenis, Pianist
- Josef Rissin, Geiger
- Aurēlija Šimkus, Pianistin
- Vestards Šimkus, Pianist
- Lauma Skride, Pianistin
- Pēteris Vasks, Komponist